# GSC2709-357
GSC2709-357 — хімічно пекулярна зоря спектрального класу A3, що має видиму зоряну величину в смузі V приблизно 10,0.